# 84 Charing Cross Road (film)
Pour le livre dont est tiré le film, voir 84, Charing Cross Road.
Pour plus de détails, voir Fiche technique et Distribution.
84 Charing Cross Road, Poste restante au Québec, est un film américano-britannique réalisé par David Hugh Jones, sorti en 1987.
Il s'agit de l'adaptation du recueil épistolaire 84, Charing Cross Road rassemblant la correspondance entretenue à partir de 1949 entre Helene Hanff, auteure américaine et Frank Doel (en), un employé de la librairie Marks & Co., située au no 84 de la rue Charing Cross Road à Londres, échange qui s'interrompt en 1968 avec la mort de ce dernier.

## Synopsis
En 1949 à New York, Helene Hanff recherche des livres classiques rares et des titres littéraires britanniques qu'elle n'arrive pas à trouver. Dans le journal Saturday Review of Literature, elle remarque une publicité placée par Marks & Co. (en), une libraire de livres anciens à Londres. Elle contacte la boutique et le directeur Frank Doel (en) lui répond. Une amitié à distance se développe au fil du temps entre eux deux, puis entre Helene et d'autres membres du personnel de Marks & Co.

## Fiche technique
- Titre original et français : 84 Charing Cross Road
- Titre québécois : Poste restante[1]
- Autre titre : Eighty-four Charing Cross Road[1]
- Réalisation : David Hugh Jones
- Scénario : Hugh Whitemore, d'après le recueil épistolaire 84, Charing Cross Road d'Helene Hanff
- Production : Mel Brooks, Geoffrey Helman
- Distribution : Columbia Pictures
- Musique : George Fenton
- Pays de production :  États-Unis,  Royaume-Uni
- Langue : Anglais
- Genre : Drame
- Durée : 100 minutes
- Date de sortie : 
  - États-Unis : 13 février 1987

## Distribution
- Anne Bancroft : Helene Hanff
- Anthony Hopkins : Frank Doel (en)
- Judi Dench : Nora Doel
- Maurice Denham : George Martin
- Eleanor David : Cecily Farr
- Mercedes Ruehl : Kay
- Daniel Gerroll : Brian
- Wendy Morgan : Megan Wells
- Ian McNeice : Bill Humphries
- J. Smith-Cameron : Ginny
- Connie Booth : la femme du Delaware
- Tony Todd : agent de démolition